# Cecilia Dart-Thornton

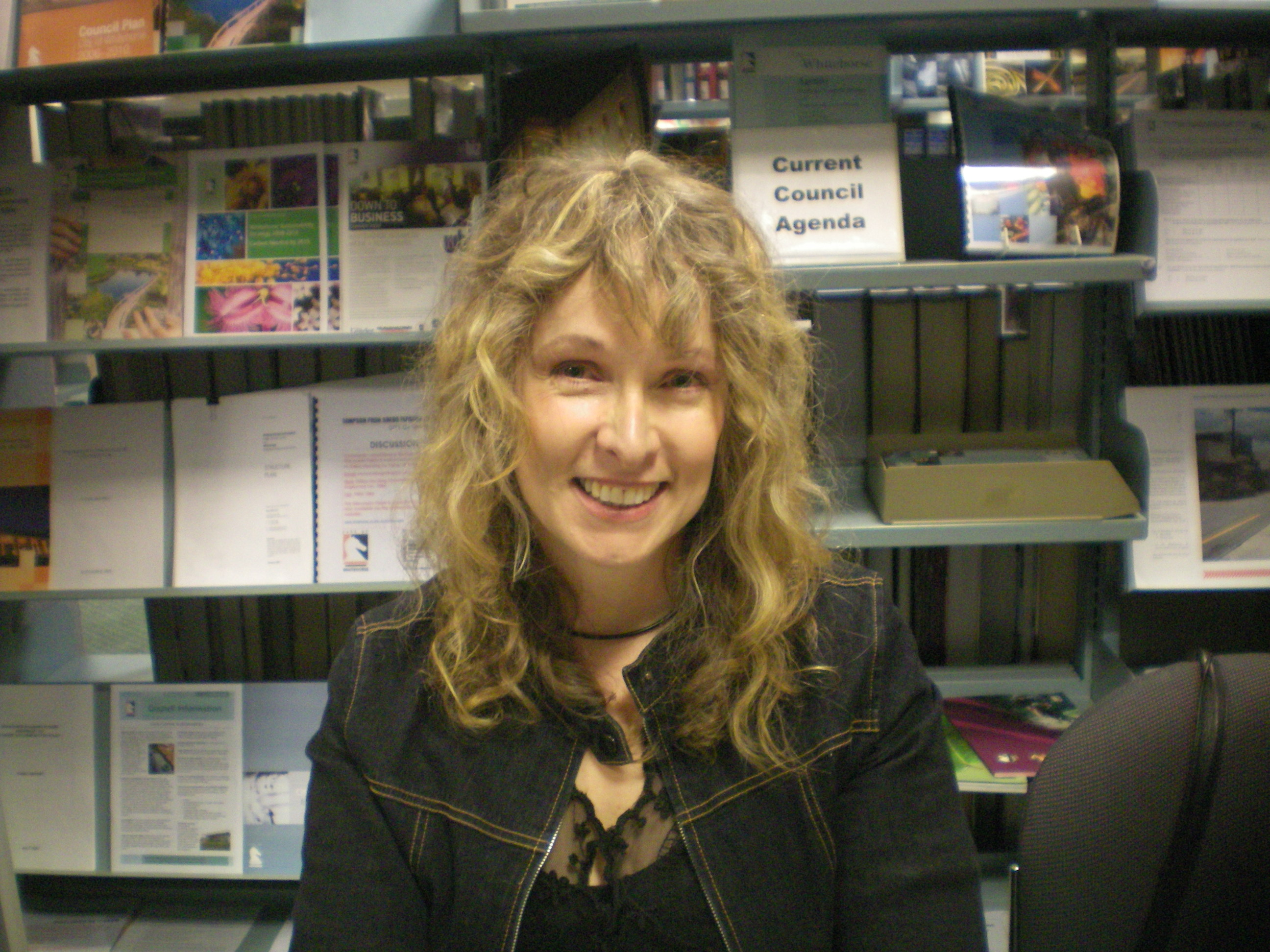
Cecilia Dart-Thornton

Cecilia Dart-Thornton (Melbourne, 1969) è una scrittrice australiana di romanzi fantasy, nota maggiormente per la trilogia fantasy Bitterbynde.

## Biografia
Cecilia Dart-Thornton è nata a Melbourne, in Australia, e si è laureata alla Università di Monash. Ha insegnato prima di lavorare come editor, libraia, illustratrice e designer di libri.
È divenuta scrittrice a tempo pieno nel 2000, dopo che il suo lavoro è stato "scoperto" su internet e pubblicato da Time Warner (New York). I suoi libri sono stati pubblicati in tutto il mondo, e sono tradotti in molte lingue. Sono apparsi nelle liste di bestseller australiani a hanno ricevuto recensioni positive dal Washington Post, dal Times e molti altri quotidiani.
Accanita sostenitrice dei diritti degli animali e della protezione dell'ambiente; si è anche cimentata in settori molto diversificati come la scultura dell'argilla; si esibisce con gruppi musicali folk.

## Opere

### Romanzi

#### Trilogia di Bitterbynde
- La ragazza della torre (TEA)
- La dama delle isole (Editrice Nord)
- La signora di Erith (Editrice Nord)

#### Le cronache di Fior di Cardo
- L'albero di ferro (Editrice Nord)
- Il pozzo delle lacrime (Editrice Nord)
- La maga delle tempeste (Editrice Nord)
- Lamafulva